# Jaune d'œuf

Coupe (vue de dessus, pour un œuf dont le grand axe est horizontal) d'un œuf de poule domestique : le jaune, au centre, est entouré par le blanc.
1. Coquille calcaire
2. Membrane coquillière externe
3. Membrane coquillière interne
4. Chalaze
5. Blanc d’œuf (ou albumen) externe (fluide)
6. Blanc d’œuf (ou albumen) intermédiaire (visqueux)
7. Peau du jaune d’œuf (ou vitellus)
8. Jaune d’œuf (l'ovule) formé
9. Point blanc puis embryon
10. Jaune d’œuf (ou vitellus) jaune
11. Jaune d’œuf (ou vitellus) blanc
12. Blanc d’œuf (ou albumen) interne (fluide)
13. Chalaze
14. Chambre à air
15. Cuticule

Le jaune d’œuf, cas particulier de vitellus, est la partie de l’œuf qui sert de source de nourriture pour le développement de l’embryon. Le jaune et le disque germinal forment une seule cellule. Le jaune d’œuf est séparé du blanc d’œuf par une membrane qui est torsadée en filaments nommés chalazes (contrairement à ce qui est souvent dit, les chalazes ne maintiennent pas le jaune au centre de l'oeuf, et celui-ci flotte dans le blanc). Le jaune d’œuf est l’un des rares produits naturels à contenir nativement de la vitamine D.

## Composition
| Lipides neutres          | Lipides neutres | 65,0 % |
| Cholestérol              | Cholestérol     | 4,0 %  |
| Lipides chargés (31,0 %) |                 |        |
| phosphatidylcholine      | 26,0 %          |        |
| phosphatidyléthanolamine | 3,8 %           |        |
| lysophosphatidylcholine  | 0,6 %           |        |
| sphingomyéline           | 0,6 %           |        |

Le jaune d’œuf doit sa couleur à la lutéine et à la zéaxanthine qu'il contient en teneur assez variable, car directement dépendante de l'alimentation des poules pondeuses. La teneur peut être jusqu'à 4 fois supérieure dans un œuf de poule élevée en plein air comparé à un œuf de poule vivant en cage.

## Utilisation

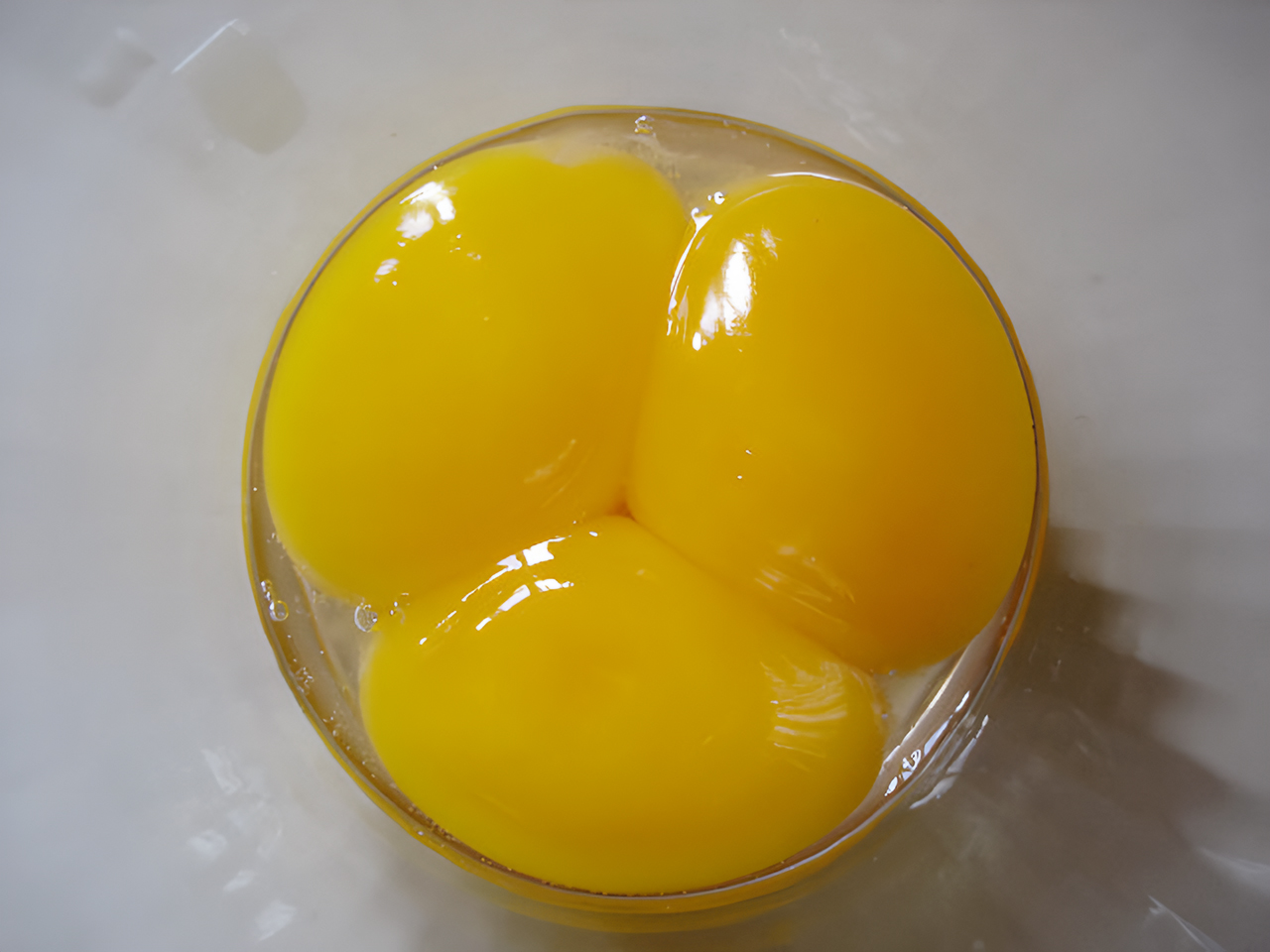
Trois jaunes d’œuf dans un verre, pour usage culinaire.

En pâtisserie comme en peinture (voir tempera), le jaune sert de liant dans certaines préparations. De plus, le jaune d’œuf possède différentes caractéristiques : c'est un émulsifiant, un liant, il apporte du goût, de l’esthétique et du colorant.
C'est aussi un des ingrédients du marsala à l'œuf, une boisson alcoolisée italienne.

## Voir également